# Пехлеваниди, Алкивиад Яковлевич
Алкивиа́д Яковлевич Пехлевани́ди (19 мая 1914, Хабаровск, Приморская область — 1976) — советский футболист, нападающий. Мастер спорта СССР (1946).

## Биография
Дед Алкивиада жил в Турции, был борцом, вследствие чего греческая фамилия рода Лазариди сменилась на тюркскую Пехлеван-оглы (борец по-тюркски — пехлеван). Отец Алкивиада переехал в Хабаровск, откуда в 1917 году перебрался в Батуми. Алкивиад сначала работал с отцом в пекарне, затем начал играть в футбол.
В 1940 году перешёл в тбилисское «Динамо».
В 1949 году семья Пехлеваниди была переселена в Казахстан, в Чимкент, где Алкивиад играл за местное «Динамо».
У него было пятеро сыновей, все играли в футбол на различном уровне. Самый известный — Евстафий, в 1980-х годах выступал за алматинский «Кайрат».

## Достижения
- Чемпионат СССР:

Серебряный призёр (1940).
Бронзовый призёр (1946).
- Кубок СССР:

Финалист (1946).